# Beatriz Batarda
Beatriz da Silveira Moreno Batarda, née le 1er avril 1974 à Londres (Angleterre), est une actrice portugaise d'origine britannique.

## Biographie
Beatriz Batardaît naît à Londres et grandit à Lisbonne. Elle étudie le design à l'Institut IADE de Lisbonne et se forme au théâtre à la Guidhall School of Music and Drama à Londres. Elle travaille avec la Cornucópia Company (pt) de Lisbonne ainsi qu'avec le Teatro Nacional D. Maria, où elle joue Bérénice, Phèdre, Mademoiselle Hilda Wangel (Solness le constructeur), Iphigénie et Mademoiselle Julie. En 2000, Batarda est diplômée de la Guildhall School of Music and Drama de Londres avec un baccalauréat spécialisé en interprétation. Elle reçoit une médaille d'or pour la meilleure actrice de l'année et apparait sur scène à Londres dans Beyond a Joke de Christopher Morahan et Love Labour's Lost mis en scène par Stephen Unwin. Sa première apparition au cinéma est dans le documentaire E Agora Maria? Ses crédits au cinéma incluent des rôles dans Peixe Lua de José Álvaro Morais et Frankie Wilde (It's All Gone Pete Tong) de Michael Dowse. Ses crédits à la télévision incluent une apparition dans la sitcom américaine Sydney Fox, l'aventurière (Relic Hunter), My Family pour la BBC et Annette Forsyte dans le remake de La Dynastie des Forsyte, Granada Television. Elle a également mis en scène Olá e Adeusinho (Bonjour et au revoir) d'Athol Fugard au Teatro da Cornucópia (pt) et Azul Longe Nas Colinas de Dennis Potter au Teatro Nacional D. Maria.
Elle a été mariée au pianiste Bernardo Sassetti. Elle est également une cousine germaine de l'actrice Leonor Silveira.

## Filmographie partielle

### Au cinéma
- 1988 : Este Tempo (Tempos Difíceis)
- 1993 : Val Abraham (Vale Abraão) : Luisona (petite fille) / voix de la jeune Ema
- 1994 : La Cassette (A Caixa) de Manoel de Oliveira : Fille
- 1996 : Dois Dragões : Luisa
- 1997 : Porto Santo : Mariana
- 1997 : Elles : Catarina
- 1998 : O Que Te Quero
- 2000 : Peixe-Lua : Maria João
- 2002 : Em Volta : Maria
- 2003 : Carême (Quaresma) de José Álvaro Morais : Ana
- 2004 : Nuit noire (Noite Escura)  de João Canijo : Carla Pinto
- 2004 : Le Rivage des murmures (A Costa dos Murmúrios) de Margarida Cardoso : Evita
- 2004 : Frankie Wilde : Penelope
- 2005 : Alice de Marco Martins : Luisa
- 2007 : Antes de Amanha
- 2007 : Nadine : Laura
- 2009 : How to Draw a Perfect Circle : Leonor
- 2009 : Duas Mulheres (pt) : Joana
- 2009 : La Religieuse portugaise (A Religiosa Portuguesa) d'Eugène Green : Madalena
- 2011 : Cisne : Véra[1]
- 2013 : Train de nuit pour Lisbonne
- 2017 : Contre ton cœur (Colo) de Teresa Villaverde
- 2022 : Un automne à Great Yarmouth de Marco Martins
- 2023 : Mal Viver de João Canijo
- 2023 : Viver Mal de João Canijo

### À la télévision
- 2001 : Sydney Fox, l'aventurière (Relic Hunter) (1 épisode : Don't Go Into the Woods) : Vela
- 2001 : Tableau 12 (1 épisode : Magdalena) : Magdalena
- 2001 : Ma tribu (Ma famille, 1 épisode : Beauté parisienne) : Sylvie
- 2001 : Doctors (1 épisode : A Place of Safety) : Irena Savich
- 2001 : Mundo VIP (1 épisode : émission nº 246)
- 2002-2003 : La Dynastie des Forsyte (mini-série télévisée) : Annette Forsyte, née Lamotte
- 2004 : Amnésie (téléfilm) : Lucia Stone
- 2005 : SAC : Des hommes dans l'ombre (téléfilm) : Gina
- 2006 : Avé Maria (téléfilm) : Maria
- 2007 : Cartaz (1 épisode)
- 2008 : Meurtres en sommeil (Waking the Dead, 2 épisodes : Missing Persons: Part 1 et Missing Persons: Part 2), : Lore Carson
- 2008 : Globos de Ouro 2007 (émission de télévision)
- 2008 : Cartaz Cultural (1 épisode)

## Distinctions
- 1998 : Shooting Stars de la Berlinale attribué par l'European Film Promotion.
- 2004 : Golden Globe (Portugal) de la meilleure actrice pour Carême (Quaresma, 2003).
- 2005 : Golden Globe (Portugal) de la meilleure actrice pour :  
  - Nuit noire (Noite Escura, 2004) ;
  - Le Rivage des murmures (A Costa dos Murmúrios, 2004).
- 2008 : Golden Globe (Portugal) de la meilleure actrice dans la pièce Solness le constructeur, où elle a joué Mademoiselle Hilda Wangel.
- 2011 : prix SPA Portugal de la meilleure actrice pour Duas Mulheres (pt) (2009).